# Abbaye territoriale de Saint-Maurice
Pour les articles homonymes, voir Abbaye Saint-Maurice.
L’abbaye de Saint-Maurice est une abbaye territoriale située à Saint-Maurice dans le canton du Valais en Suisse. Elle a été fondée en 515 par le roi burgonde saint Sigismond à l'emplacement d'un sanctuaire plus ancien abritant les reliques de Maurice d'Agaune, martyr de la légion thébaine au IIIe siècle, érigé par Théodore d'Octodure (fin du IVe siècle), premier évêque connu du Valais. Cette fondation en fait le plus ancien établissement monastique d'Occident chrétien toujours en activité, ayant été occupé en permanence. Situé sur la via Francigena, voie de pèlerinage qui mène au tombeau de saint Pierre à Rome, l'abbaye fait partie des plus importants monastères créés au nord des Alpes durant le haut Moyen Âge.
L'abbaye a joué un rôle majeur dans l'histoire régionale plus loin en Occident. Le premier roi de Bourgogne transjurane, Rodolphe, y fut couronné.
Originellement et jusqu'au IXe siècle, c'est la laus perennis qui s'appliquait. Les moines furent alors remplacés par des chanoines qui adoptèrent la règle de saint Augustin en 1128. C'est, depuis cette date, la congrégation des chanoines réguliers de Saint-Maurice d'Agaune qui est en place dans l'abbaye.

## Toponymie
Le latin Acaunum, devenu en français Agaune, est issu d'un vocable gaulois signifiant « rocher pointu ». Le site abritait un poste de douane romain, où l'on prélevait une taxe sur toutes les marchandises qui franchissaient cette cluse à l'entrée de la vallée du Rhône.
En raison de l'importance prise par l'établissement religieux établi en 515 en ce lieu, celui-ci a pris progressivement le nom de Saint-Maurice (première attestation en 1003).
Selon d'autres sources, la localité se serait nommée à l'origine Tarnade, nom d'un château proche dit Castrum Tauredunense par Marius d'Avenches (qui vécut au VIe siècle). Cet édifice aurait été enseveli par l'éboulement du Mont Taurus en 562 ou 563. En 385 elle prend le nom d'Agaune sur la décision de saint Ambroise lorsqu'il passe par cette localité située sur le trajet de son voyage à Trèves, Agôn désignant la victime que les empereurs immolaient avant d'entreprendre une expédition, à l'exemple de saint Jérome qui parle d'« agones martyrum » pour désigner les combats des martyrs.

### Temple romain d'Hygie
L'emplacement de l'abbaye fut un lieu consacré dès au moins l'époque romaine. Un autel romain dédié aux nymphes y a été retrouvé à côté de la source elle aussi consacrée aux nymphes. La tradition locale raconte que l'ancienne chapelle de saint Jean l'Évangéliste, qui deviendra l'église de Maurice d'Agaune, était bâtie sur un ancien temple dédié à la déesse Hygie. Toujours est-il que ce lieu sacré restera interdit d'habitations civiles jusqu'au XIe siècle (« Ut de loco quem morte Theboei martyres et effusione sanguinis… ornaverant, promiscui vulgi habitatio commista tolleretur… Igitur visum est ut remotis familiis secularibus… ») ; à cette époque le bourg de Saint-Maurice (« burgum sancti Mauritii ») et l'hôpital Saint-Jacques (« Dedit Sancto Mauritio ad hospital ») se développèrent dans un enclos fermé de murailles séparé du monastère par des terrains cultivés comme il est décrit dans des chartes de 1003 et 1046 (« Casale unum in burgo Sancti Mauritii » pour l'un, « mansum unum in Agauno loco in plano » pour l'autre). La réunion du bourg et du monastère ne débute qu'à partir de 1018, avec les restitutions de Rodolphe III, pour être définitive en 1163 lors de l'acquisition par l'abbaye de tous les droits ecclésiastiques des évêques de Sion.

### Légende du massacre de la légion thébaine
La légende situe entre 285 et 306 le massacre de la légion thébaine et de ses officiers, tous chrétiens, ordonné par Maximien, empereur romain, au motif qu'ils avaient refusé d'exterminer des chrétiens. Cette légende est relatée en premier lieu dans l'histoire de Victor de Marseille écrite à la fin du IVe siècle, puis reprise par saint Eucher, évêque de Lyon vers 435, qui la raconte à l'évêque de Sion Salvius, elle est contée dans l'ouvrage relatant la vie de Romain de Condat et enfin elle est reprise dans l'homélie que saint Avit prononce en 515 à l'occasion de l'inauguration de l'abbaye. Selon Amédée Thierry, cette légion pourrait avoir été formée avec plusieurs corps des armées d'Orient sans emploi et entre autres la XXIIe légion, il signale que cette légion nommée « Heureuse » était cantonnée à Thèbes avant d'être transférée à Jérusalem, que trois de ses principaux officiers étaient Mauricius, Exupérius et Candidus, convertis par l'évêque Hyménée, et qu'arrivés à Rome ils s'engagèrent auprès du pape Caïus à ne pas persécuter les chrétiens ; pour Ch. Robert il s'agit de la « Ire Maximiana Thebæorum » et de la « IIIe Diocletiana Thebæorum ». Ces deux légions sont la création de Maximien et Dioclétien lors de leurs campagnes en Afrique du Nord, en effet après avoir soumis les villes de Coptos et de Bousiris, en Égypte ils incorporèrent leurs jeunes hommes dans trois légions : la « Ire Jovia Fœlix Thebæorum », la « Ire Maximiana Thebæorum » et la « IIIe Diocletiana Thebæorum ». C'est Théodore d'Octodure (dit aussi Théodule), premier évêque du Valais à la fin du IVe siècle siégeant à Martigny anciennement Octodurus, qui créa le premier sanctuaire chrétien en 381 en y transférant les restes des martyrs dans une chapelle attribuée à Maurice et ses compagnons massacrés. Ce sanctuaire a été agrandi au IVe siècle.

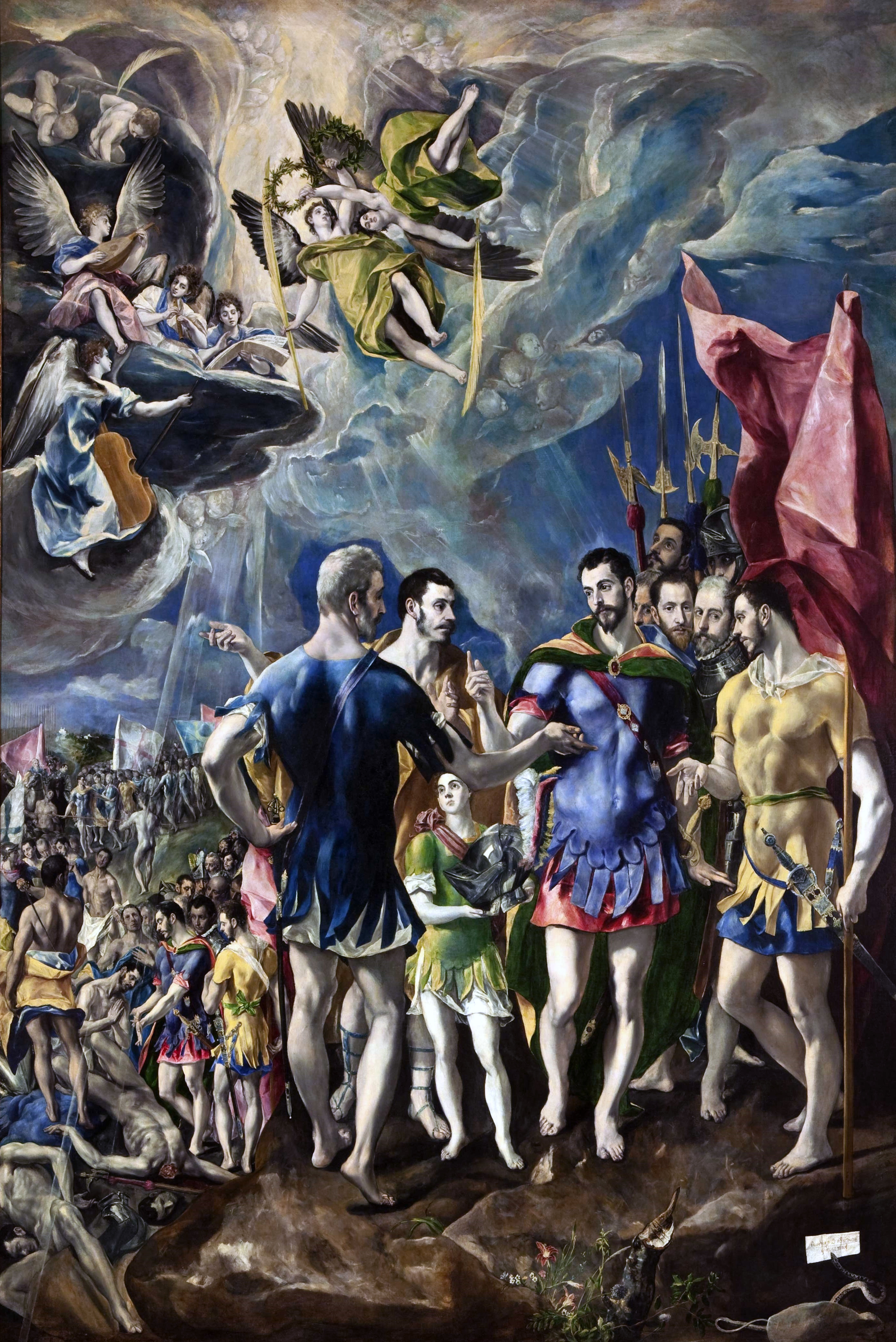
Le Greco, Le Martyre de saint Maurice, San Lorenzo de El Escorial, monastère de l'Escurial.

Vers la fin du Ve siècle une église existe donc déjà sur le site et saint Severin (430-507), parle même d'un monastère dont il fut l'un des premiers abbés.

### Édification par saint Sigismond
Au début du VIe siècle Sigismond, fils de Gondebaud, roi burgonde qui l'initie au pouvoir et le fait reconnaître comme son successeur à une assemblée tenue près de Genève, abjure l'arianisme pour se convertir au catholicisme entre 502 et 506 sous l'influence d'Avit, évêque de Vienne, et entreprend de construire à Agaune, ou Saint-Maurice en Valais du diocèse de Sion, une église. Alors que son père Gondebaud restait fidèle à l'arianisme, Sigismond embrasse l'orthodoxie catholique (pas de distinction à l'époque) et fait de l'abbaye, dès son accession au trône en 516, un lieu de pèlerinage pour son peuple qui a dû le suivre dans sa foi. Sa position sur la route du col du Grand-Saint-Bernard qu'empruntent les pèlerins de Rome ou les commerçants voyageant entre l'Europe du Nord et l'Italie renforcent son attractivité et son prestige. La première basilique, orientée est-ouest, au pied du rocher, date de cette époque, ainsi que le baptistère, permettant de procéder selon le rite de l'immersion partielle, qui peut être encore visité. Avant de monter sur le trône burgonde il consulte les évêques et les comtes de son royaume assemblés à Agaune, il y a là les évêques Viventiolus, Maximus, Victor et les comtes Videmarus, Fredebundus, Gondeulfus, Benedictus, Agano, Bonefacius, Teudemundus et Fredeboldus. Le roi ouvre la séance en demandant conseil pour le salut de son âme et pour l'exécution de ses projets favorisant la prospérité de son royaume. Les participants en viennent à proposer de construire une basilique où ensevelir les corps des martyrs connus qui sont Maurice, Exupère, Candide et Victor (bien qu'il semble avoir échappé au massacre), Ours et Victor, ainsi qu'une crypte pour les autres corps ; il propose également de constituer une garde, d'établir une psalmodie perpétuelle (des chœurs de moines s'y relayaient jour et nuit afin d'assurer une prière continue) et d'instituer pour abbé Hymnemond venu pour cela du monastère de Grigny. Il réunit aux moines préexistants des religieux venant de « Granensis » (Grigny), d'« Insolana » (île Barbe) et de « Jurensis » (Condat). Le 22 septembre 515 elle est inaugurée en présence d'un grand nombre d'évêques, de comtes et de grands seigneurs (parmi lesquels se trouve Viventiole de Lyon, Maxime de Genève et Victor de Grenoble), l'assemblée devait durer seize jours afin de finaliser le règlement du monastère.
Sigismond, devenu veuf, se remarie à Constance (qui serait la servante de sa défunte épouse), celle-ci lui donne deux fils Gistald et Gondebald. Le premier fils de Sigismond, Ségéric, après une violente dispute avec sa belle-mère et celle-ci craignant pour l'avenir de ses propres enfants, trouvera la mort par la propre main de son père. Pris de remords le monarque part s'enfermer au monastère d'Agaune pour expier son meurtre. Plus tard, pris et livré avec son épouse et ses deux fils à Clodomir, roi des Francs, ils sont décapités et jetés dans un puits à Saint-Sigismond du Loiret.
Dès le VIe siècle, l'abbaye entretient 500 religieux divisés en cinq « bandes » se succédant pour la psalmodie perpétuelle, ces « bandes » se nommant « Lérins », « Grigny », « l'Isle-Barbe », « Jura » et « Domni Probi » (cette dernière est formée par les anciens moines d'Agaune). Durant les trois siècles suivants, le monastère vit une période faste et 32 abbés se succédèrent à sa tête. Sigismond va la doter de biens considérables afin de permettre aux religieux de se consacrer à leur psalmodie, il lui donna des biens dans ses territoires de Lyon, de Vienne, de Grenoble, de Genève, de Vaud, de Besançon et d'Aoste ; en Valais, elle reçut Sierre, Loèche, Conthey, Bramois, Ollon, Vouvry, Autan, Salvan et Autanelle en plus des terres qui s'étendaient à partir du lac de Martigny[Quoi ?] avec tout ce qui en dépendait en terres, édifices, esclaves, affranchis, habitants, vignes, forêts, champs, prés, pâturages, droit de pêche...
Les premiers siècles de vie de l'abbaye vont lui faire connaître plusieurs grandes catastrophes, en 569 ce sont les Lombards, peuple germanique venu de la mer Baltique, qui envahissent le Valais et incendient l'abbaye ; Gontran, roi de Burgondie, se chargera de la rebâtir. Sous l'Empire carolingien ce sont les Sarrasins qui vont se répandre dans le royaume et se livrer, entre autres, au pillage du monastère. Ainsi l'annaliste Flodoard précise pour l'année 940, que le village du monastère de Saint-Maurice était en la possession des Sarrasins et que ces derniers en profitaient pour attaquer les voyageurs et pèlerins.
Le nombre de moines a peu à peu diminué aux VIIe et VIIIe siècles et ceux-ci deviennent des chanoines séculiers. À la suite d'éboulements, la basilique est reconstruite aux VIIIe et XIe siècles, toujours dans le sens est-ouest.

### Résidence royale sous le régime de la commende

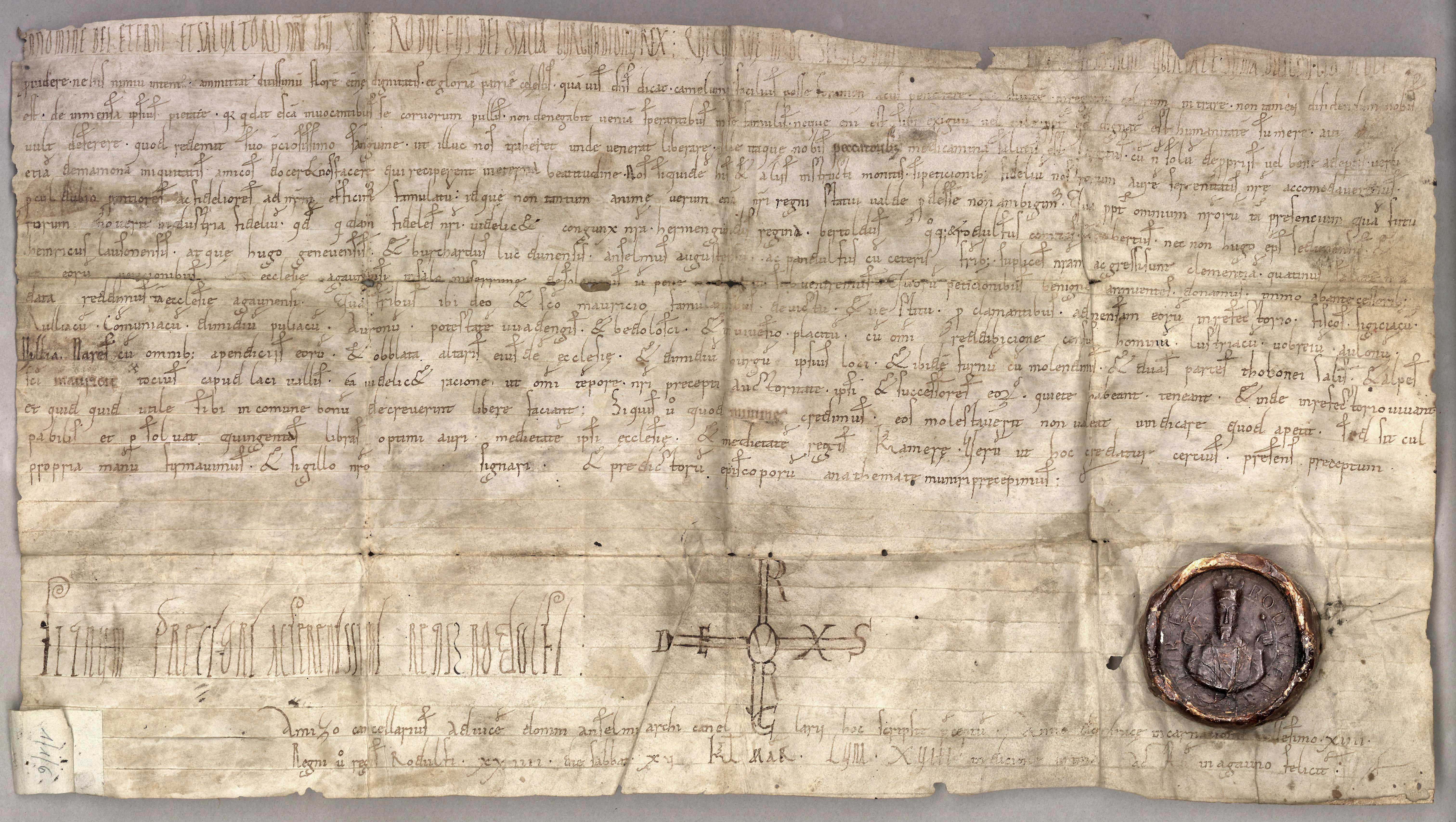
Acte de donation du roi de Bourgogne à l'abbaye de Saint-Maurice (15 février 1018).

À partir de 825 Louis le Débonnaire, qui avait reçu l'abbaye des mains de son père, la donne en commende à son fils Arnulf ce qui amorce son déclin. Voyant les exactions commises Louis entreprend, sans résultats, d'y placer des chanoines séculiers, qui sont des clercs formant un chapitre de chanoines sous l'autorité d'un prévôt, mais restant propriétaires de leurs biens. Au milieu du IXe siècle, Hucbert, beau-frère de l'empereur Lothaire II, s'empare de l'abbaye. De 864 à 1032, l'abbaye échappe à l'influence de l'évêque de Sion pour devenir un abbatiat laïc.
Tué en 864 dans une bataille à Orbe, Hucbert est remplacé à la tête de l'abbaye par son vainqueur, Conrad, comte d'Auxerre. L'abbaye est dévastée par l'incursion des Sarrasins en 940,.
La descendance du comte Conrad, soit les rois de Bourgogne, de Rodolphe Ier à Rodolphe III, dirigent l'institution en tant qu'abbés laïcs jusque vers l'an mille. Ils font de celle-ci une résidence royale et confondent ses biens avec ceux de la couronne. Les conditions vont s'améliorer avec Rodolphe III, dernier roi de Bourgogne, qui décide une restitution complète des biens au monastère. Le 15 février 1018, à la demande de ses familiers, Rodolphe III, donne ou plutôt rend à l'abbaye de Saint-Maurice les fiscs de Sciez, de Lully, de Commugny, la moitié de Pully, Oron-le-Châtel, la pauté de Vuadens, Bouloz, le plaid de Vevey, Lutry, Vouvry, Ollon, Villy, Naters, quelques droits à Saint-Maurice et l'ensemble des alpages du Chablais. Mais c'est surtout grâce au pape Léon IX qui en 1049 la soustrait à l'évêque de Sion et rend aux religieux l'usage de leurs biens et revenus en leur permettant d'élire entre eux un abbé qui jusqu'alors était choisi parmi les personnages en faveur à la cour qui en permet le renouveau, l'abbaye retourne ainsi entre des mains ecclésiastiques.
Longtemps entre les mains des monarques du royaume de Bourgogne elle échoit à la maison de Savoie en 1033 après la victoire du comte Humbert sur Eudes, neveu de Rodolphe III. En 1128, le comte Amédée III, qui en est l'abbé laïc (1103-1147), aide à la renaissance de l'abbaye de Saint-Maurice en y installant des chanoines réguliers suivant la règle de saint Augustin. Selon la tradition, il finance sa participation à la deuxième croisade en 1147 grâce à un prêt de l'abbaye pour lequel il met en gage les vallées de Bagnes et de Vollèges (la légende dit qu'il s'agit d'une table d'or qui avait été donnée par Charlemagne au monastère). L'avouerie qui est entre les mains de la famille d'Allinge et qui a fait leur fortune passe à la fin du XIIe siècle aux comtes de Savoie.
Un important atelier d'orfèvrerie romane semble y avoir été tenu aux XIIe et XIIIe siècles, comme le suggère le démontage du chef-reliquaire de Candide en 1961 pour le restaurer et pour lui remodeler le nez.
La règle de Saint-Augustin n'est plus suivie de manière stricte à Saint-Maurice dès le XIVe siècle. Les biens ne sont plus mis en commun : les différents chanoines (sacristain, chantre, infirmier) s'attribuent des prébendes distinctes. En 1475, l'abbaye, avec le sud du Bas-Valais, passe en main de la principauté épiscopale de Sion et des dizains valaisans après leur victoire contre les savoyards à la bataille de la Planta.
En 1560 l'abbaye est détruite par un grand incendie suivi, cinquante ans plus tard, d'un énorme éboulement à la suite d'un tremblement de terre. À la suite d'un nouvel éboulement, la basilique doit être reconstruite au milieu du XVIIe siècle, en suivant l'orientation nord-sud cette fois-ci et un peu plus éloignée du rocher. Placée sous l'autorité de l'évêque de Sion et de la diète valaisanne, l'abbaye a perdu une grande partie de ses biens et de son prestige. En pleine décadence matérielle et spirituelle, l'abbé Pierre IV (Maurice Odet, abbé de 1640 à 1657) supprime le système des prébendes et rétablit la règle augustine, notamment le vœu de pauvreté, permettant à la vie commune de reprendre 10 septembre 1642.
Pour réformer l'abbaye, une brève tentative d'union à la congrégation de Notre-Sauveur (fondée par Pierre Fourier) a lieu entre 1672 et 1675. Saint-Maurice serait devenue le centre de cette congrégation d'origine lorraine, avec qui l'abbaye est en contact depuis 1636. C'est un échec et les chanoines lorrains, perçus comme des étrangers, quittent l'abbaye pour se replier en Lorraine et au Val d'Aoste à la fin du XVIIe siècle.
Le 23 février 1693, un incendie qui se déclare dans les cuisines de l'abbaye détruit presque complètement les bâtiments abbatiaux (à l'exception de la basilique) qui sont définitivement reconstruits à partir de 1706.
L'abbaye échappe en partie au mouvement de sécularisation et de dispersion des religieux initié par la Révolution française en relevant l'ancien collège religieux fondé par la communauté que le gouvernement savoisien avait supprimé en 1560 par suite de la jalousie de la diète valaisienne.
En 1942, un nouvel éboulement détruit à nouveau une partie de l'église et le clocher. Ces bâtiments furent restaurés après la guerre et l'église obtint le titre de basilique mineure en 1948.
De premières fouilles ont eu lieu en 1896 sous la direction du chanoine Pierre Bourban. En 2013, des fouilles ont été menées sur le site de l'Abbaye de Saint-Maurice par l'archéologue valaisanne Alessandra Antonini. Le trésor de l'abbaye et les fouilles peuvent être visités.

## Liste des abbés de Saint-Maurice
La liste des abbés de Saint-Maurice-d'Agaune débute avec saint Séverin († 511). De la seconde moitié du IXe siècle jusqu'à la première moitié du XIIe siècle, la gouvernance du monastère se trouve entre les mains des laïcs, successivement les Rodolphiens, puis les Humbertiens. À partir de 1128, et la réforme de l'abbaye par l'évêque de Grenoble, Hugues Ier, les abbés dirigent à nouveau les lieux.

## Organisation
L'abbaye ne fut jamais dépendante d'un diocèse et d'un évêque, car elle bénéficia dès sa fondation de l'immédiateté pontificale, c'est-à-dire qu'elle dépend directement du pape et de lui seul. Après avoir été un nullius diocesis, elle devient « abbaye territoriale ». Ce qui veut dire que l'abbé de Saint-Maurice exerce sa propre juridiction spirituelle sur sa communauté abbatiale ainsi que sur les paroisses de son territoire.
Par lettre apostolique du 3 juillet 1840, le pape Grégoire XVI érige le diocèse de Bethléem en siège titulaire en faveur de l'abbé de Saint-Maurice d'Agaune. Louis-Séverin Haller, abbé jusqu'en 1970, est le dernier à avoir occupé ce siège titulaire, vacant depuis.
Congrégation canoniale autonome donc, l'abbaye a compté jusqu'à plus de 120 religieux au cours du XXe siècle. Leur nombre n'a cessé de décroître depuis. En 2023, l'abbaye ne compte plus que 38 religieux, dont 30 prêtres.
Ces derniers sont des prêtres vivant sous la règle de saint Augustin. Tous ne résident pas à l'abbaye ; certains habitent à l'extérieur, dans une paroisse du territoire, dans une paroisse du diocèse de Sion ou alors à l'extérieur pour assumer d'autres charges pastorales. Les chanoines desservent en effet plusieurs paroisses du diocèse de Sion, prêtant main-forte à ce dernier.
Les paroisses du territoire abbatial sont au nombre de cinq :
- la basilique abbatiale, érigée en paroisse, comprenant l'abbaye, la basilique, le collège, la chapelle de Vérolliez et le home Saint-Jacques (résidence pour personnes âgées) ;
- la paroisse de Saint-Maurice et Mex, comprenant la chapelle de Notre-Dame-du-Scex ;
- la paroisse de Vernayaz ;
- la paroisse de Salvan ;
- la paroisse de Finhaut.

Ces paroisses regroupent 5 200 catholiques en 2021.

## Collège
L'abbaye de Saint-Maurice possède un collège ayant un statut d'établissement semi privé car il est propriété des chanoines mais est régi par un concordat de 1806 entre l'abbaye et l'État du Valais. En 1806 en effet, le Valais reconnaît le collège en tant qu'établissement d'utilité publique et participe à son financement. Aujourd'hui, l’État du Valais a racheté le collège de l’Abbaye en 2021. Quelques chanoines y enseignent encore. L’internat a fermé ses portes en 2021.
En mars 2024, à la suite d'un scandale d'abus sexuel ayant secoué l'Abbaye de Saint-Maurice sans pour autant que les 3 chanoines qui y sont professeurs, ni leurs prédécesseurs, n'aient été coupables d'actes délictueux envers les élèves du Lycée-collège, un nouvel accord a été passé avec l'État du Valais. Le Lycée-collège de l'Abbaye de Saint-Maurice a été rebatisé "Lycée-collège de Saint-Maurice" au cours d'une démarche impliquant la laïcisation de l'établissement «tout en respectant [son] passé prestigieux". Le recteur, le Chanoine Alexandre Inechen, qui s'était mis en retrait volontairement, a été réintégré à la tête du lycée-collège,.

## Basilique
L'église abbatiale a été reconstruite selon une nouvelle orientation au XVIIe siècle et restaurée par l'architecte Claude Jaccottet après un effondrement en 1942. Église mère du territoire abbatial, l'abbatiale est élevée au rang de basilique mineure le 30 novembre 1948 par le pape Pie XII.

## Trésor

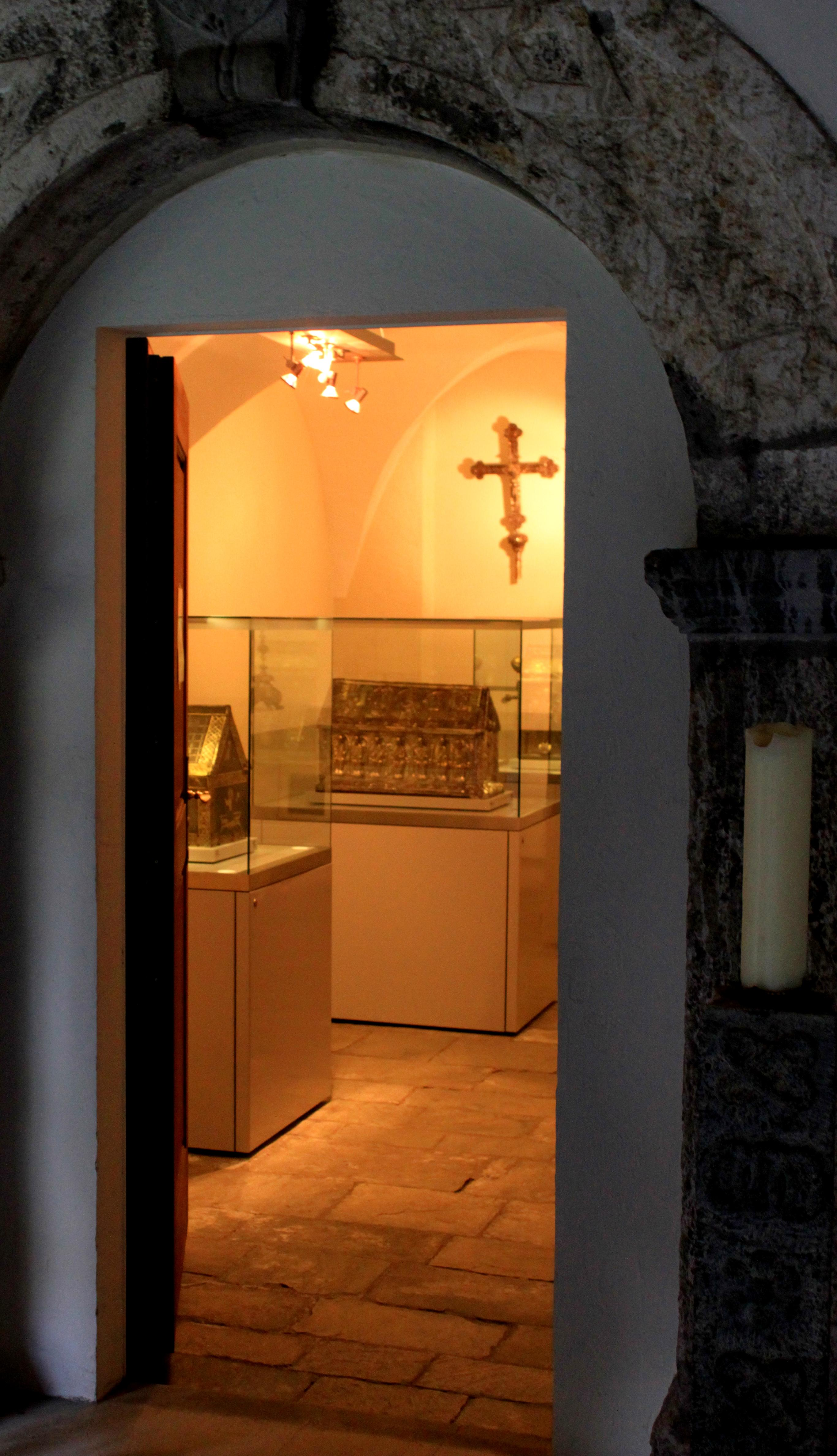
Le trésor de l'abbaye.

Parmi les nombreuses pièces exposées, il convient de noter quelques éléments exceptionnels :
- la châsse de l'abbé Nantelme, datant de 1225 ;
- la châsse des enfants de saint Sigismond, datant du XIIe siècle ;
- la grande châsse de saint Maurice, datant du XIIIe siècle[37] ;
- le reliquaire de la sainte Épine, offert par Louis IX de France ;
- le coffret de Teudéric, Mérovingien, datant du VIIe siècle ;
- le vase dit de Saint-Martin de Sardonyx, qui daterait du Ier siècle et qui est rehaussé d'orfèvrerie carolingienne[38]. Il aurait recueilli selon la légende le sang des martyrs de Thèbes et fait probablement partie des donations du roi Sigismond lors de la fondation de l'abbaye[39] ;
- l'aiguière dite de Charlemagne, d'époque carolingienne, aux émaux byzantins ;
- le chef-reliquaire de saint Candide, datant des environs de 1165.

## Bière
En 2019, pour diversifier ses revenus, l'abbaye lance sa production de bière. La brasserie, détenue à 100% par l'abbaye, produit trois bières. La levure utilisée pour les produire a été prélevée sur un parchemin datant de 1319. Il s'agit de la « première vraie bière d’abbaye de Suisse ». La brasserie a une capacité de 600 000 bouteilles par an. À la suite des révélations d'abus sexuels, plusieurs distributeurs des bières de l'abbaye cessent leur partenariat, dont la Coop.

## Abus sexuels
En 1994, un prêtre arrêté par la police après avoir commandé des vidéos pédopornographiques. Il reçoit un « simple avertissement » du juge d’instruction. Il continue d'enseigner au collège de Saint-Maurice. En 1997, il est de nouveau arrêté après avoir agressé deux enfants à l'étranger. Lors de son procès, il avoue des relations avec plusieurs enfants. En ce qui concerne le collège de l'Abbaye de Saint-Maurice, deux victimes alléguées sont auditionnées, mais cette partie de l'enquête n'aboutit pas. Le prêtre est condamné à quinze mois de prison avec sursis et retourne à l'état laïc,.
Le 19 novembre 2023, une enquête de l'émission Mise au point dénonce plusieurs cas d'abus sexuel dans l'abbaye. Au total, neuf prêtres seraient impliqués, dont le père abbé Jean Scarcella, en retrait depuis septembre 2023, ainsi que Roland Jaquenoud, le responsable par intérim de l'institution. La majorité des affaires auraient eu lieu entre 1995 et 2005, dans des lieux privés et des paroisses où officiaient les chanoines de l'abbaye. Le 26 février 2024, l'abbaye annonce qu'elle mandate Pierre Aubert, procureur général du canton de Neuchâtel, pour mener une enquête indépendante sur les accusations d'abus au sein de l'abbaye,. L'émission Mise au Point fait l'objet d'une plainte à l'Autorité indépendante d'examen des plaintes en matière de radio-télévision pour violation de la présomption d'innocence et inexactitude des faits, plainte rejetée le 6 septembre 2024.
Visé par une plainte, l'abbé Jean Scarcella se met en retrait le 23 novembre 2023. La direction de l'abbaye est confiée à un administrateur apostolique nommé par Rome : Jean-Michel Girard, ancien prévôt de la congrégation du Grand-Saint-Bernard. Le 8 octobre 2024, les médias annoncent que le Ministère public valaisan a conclu son enquête par une ordonnance de non-entrée en matière. Le 28 octobre 2024, un rapport du Dicastère pour les évêques conclut qu'« il n’existe pas de preuve d’abus ou de harcèlement au sens propre dans le cas concerné ». Le 9 mars 2025, Jean Scarcella reprend sa charge d'abbé avec l'accord du Saint-Siège qui mentionne dans un courrier que « comme le Ministère public valaisan a archivé les enquêtes menées contre l'abbé, plus rien ne s'oppose à ce qu'il reprenne ses fonctions ».
En mai 2024, le chanoine Gilles Roduit retrouve sa place au sein de l'abbaye après avoir fait une grève de la faim pour clamer son innocence. Il avait été accusé d’attouchements sur une enfant de douze ans au début des années 2000. « La justice a statué en sa faveur avec un non-lieu en 2005, une non-reprise de procédure en 2021, et un rejet de recours en 2022 ». Une nouvelle émission de Mise au point, diffusée le 7 juillet 2024, livre plusieurs témoignages sur le comportement du chanoine. Plusieurs femmes rapportent des gestes et des propos inadéquats de Gilles Roduit quand elles étaient adolescentes. Ce dernier conteste ces nouvelles accusations. Il démissionne de sa charge de curé en septembre 2024, tout en restant chanoine de l'abbaye.
Dans le cas de Roland Jacquenoud, après audition de tous les novices, le Ministère public valaisan ordonne le 17 octobre 2024 le classement du dossier faute de plaignant. Le 27 février 2025, le Service de l’enseignement du Valais annonce ne pas réintégrer Roland Jaquenoud comme enseignant alors même que le Tribunal cantonal valaisan avait donné tort au Service de l'enseignement du Valais pour licenciement non justifié,. Ce service invoque une « rupture totale du lien de confiance » avec Roland Jaquenoud malgré le classement du dossier. Dans un article publié le 24 mars 2025 dans Le Temps, l’ancien novice livre pour la première fois publiquement sa propre version des faits. Il conteste la description donnée par Roland Jaquenoud d’une « relation amoureuse » et évoque une relation « asymétrique », qu’il qualifie d’« inceste spirituel ». En réponse, Roland Jaquenoud donne une interview au même journal le 29 mars 2025 dans laquelle il conteste la version du novice : « Une partie de ce qu’il exprime n’est pas conforme à ma propre lecture des événements ». Il ajoute également : « Je n’ai jamais senti que j’avais un pouvoir sur lui ».
Le 20 juin 2025, le rapport destiné à faire la lumière sur les faits survenus dans l'abbaye est publié. Il décompte 67 « situations de violence sexuelle […] attribuées à 30 hommes adultes résidents ou incardinés à l’Abbaye », ayant atteint au moins 68 personnes, dont 57 mineures au moment des faits, et relevant de différentes formes, telles que les gestes ou paroles « avec sous-entendus sexuels dans un rapport d’autorité », l’exposition à des images pédopornographiques, la fellation ou le viol,. Il pointe une défaillance de l'abbaye dans le traitement des abus et une tendance à les minimiser,. Jean Scarcella renonce le 26 juin à sa charge d'abbé.